# Michael O'Neill
Michael Andrew Martin O'Neill, född den 7 juli 1969 i Portadown, är en nordirländsk före detta professionell fotbollsspelare och sedermera tränare. Mellan 1988 och 1996 spelade O'Neill 31 matcher för det nordirländska landslaget. 

## Tränarkarriär
Den 8 november 2019 blev O'Neill som tränare i Stoke City samtidigt som han fortsatte sitt uppdrag som förbundskapten i Nordirlands landslag. Den 22 april 2020 meddelade O'Neill att han lämnade sin roll som förbundskapten i Nordirlands landslag. Den 25 augusti 2022 blev O'Neill avskedad av Stoke City efter en dålig start på säsongen 2022/2023 med endast en vinst på fem matcher.

## Meriter

### Som spelare
Glentoran
- NIFL Premiership: 2002–03
- Nordirländska cupen: 2002–03

Wigan Athletic
- Football League Trophy: 1999

### Som tränare
Shamrock Rovers
- League of Ireland: 2010, 2011